# Javi Venta
Javier Rodríguez Venta, meglio noto come Javi Venta (Oviedo, 13 dicembre 1975), è un ex calciatore spagnolo, di ruolo difensore.

## Palmarès

### Club

#### Competizioni internazionali
- Coppa Intertoto UEFA: 2

Villarreal: 2003 e 2004